# Ulrich Bächli
Ulrich „Ueli” Bächli  (ur. 5 stycznia 1950 w Zurychu) – szwajcarski bobsleista. Dwukrotny medalista olimpijski.
Dwa razy startował na igrzyskach olimpijskich (IO 76, IO 80) i na obu olimpiadach zdobywał medale. W 1976 i 1980 szwajcarski bob z załogą  Erich Schärer (pilot), Bächli, Rudolf Marti, Joseph Benz zajmował drugie miejsce (za reprezentantami NRD). Dwukrotnie, w 1977 i 1978, zdobywał srebro mistrzostw świata w tej samej konkurencji, w 1979 był trzeci. Po kolejny srebrny medal sięgnął w 1982 (w dwójkach, z pilotem Hansem Hiltebrandem).